# Мула Мустафа Башескија
„Мула Мустафа Башескија” је југословенски ТВ филм из 1974. године. Режирао га је Сулејман Купусовић а сценарио је написао Јан Беран.

## Улоге
| Глумац          | Улога |
| --------------- | ----- |
| Зоран Бечић     |       |
| Рејхан Демирџић |       |
| Звонко Зрнчић   |       |